# Betty Anyanwu-Akeredolu
Betty Anyanwu-Akeredolu (Estado de Imo, 20 de julio de 1953) es una acuicultora, política y activista feminista nigeriana que fue la primera dama del estado de Ondo en Nigeria de 2017 a 2023.

## Trayectoria
Betty Anyanwu- Akeredolu nació, en la familia del jefe BUB y Nneoma Dora Anyanwu, en Emeabiam, Owerri-West. Asistió a la Universidad de Nigeria, en Nsukka, donde se licenció en Ciencias en zoología en 1977. Obtuvo una maestría en ciencias de la pesca, con especialización en acuicultura, de la Universidad de Filipinas Visayas en la ciudad de Iloílo. Se casó con el exgobernador del estado de Ondo, Rotimi Akeredolu.
Fundó la organización sin fines de lucro Breast Cancer Association of Nigeria (BRECAN) tras superar un cáncer de mama. Ganó premios en reconocimiento a su trabajo y compromiso en la lucha contra el cáncer de mama en Nigeria.
Comenzó su carrera como piscicultora mientras trabajaba en el Departamento Federal de Pesca.  Trabajó como piscicultora comercial y brindaba servicios de consultoría a través de su empresa, Aquatek Farms Ventures.  Se jubiló en 2005.
Además, participó en política desde 2007.  También impulsó el movimiento Bring Back Our Girls (Devuelvan a Nuestras Niñas).

## Reconocimientos
- Premio de la prestigiosa Universidad de Harvard en reconocimiento a su destacada contribución a la concienciación y defensa de la lucha contra el cáncer (2018)

- Premio Platino como «Campeona de la Humanidad» por el periódico Nigerian Tribune en conmemoración de su 70 aniversario (2019)

- «Mujer del Año» (2021) por los Premios a la Industrialización de la Mujer Africana (AWIA) [13]